# Michel Théato
Michel Johann Théato (født 22. marts 1878 i Luxembourg, død 2. april 1923 i Paris) var en luxembourgsk atlet, som deltog for Frankrig i OL 1900 i Paris.

## Idrætskarriere
Théato levede i Paris og repræsenterede klubben Amical et Sportif de Saint-Mandé. Ved OL 1900 på hjemmebanen stillede han op i maratonløbet, og på en stegende hed dag med temperaturer op imod 39° C gennemførte blot syv ud af de 14 tilmeldte løbere. Théato lagde sig i spidsen af løbet lidt over halvvejs, og der blev han, så han blev olympisk mester i en tid lige under tre timer foran franske Émile Champion, knap fem minutter efter, mens svenske Ernst Fast blev nummer tre, næsten fyrre minutter efter vinderen.

## Øvrige karriere
Skønt han levede en stor del af sit liv og døde i Paris, er der ikke tegn på, at han nogensinde skulle have ansøgt om fransk statsborgerskab. Han arbejdede i Paris som bagerbud og havnearbejder, men var også udlært tømrer.